# 広島市立日浦西小学校
広島市立日浦西小学校（ひろしましりつひうらにししょうがっこう）は、かつて広島県広島市安佐北区安佐町大字毛木にあった公立小学校。

## 概要
日浦西小学校は児童数の減少が続く見込みであったが、具体的な統合基準は定められていなかった。その後、広島市教育委員会は日浦西小学校の閉校を決め、広島市立日浦西小学校は2008年（平成20年）に広島市立日浦小学校と統合し、閉校した。

## 沿革
- 1874年（明治7年）1月16日 - 中村弥三次宅を借り受けて校舎に充て「進成舎」と号す
- 1875年（明治8年）8月12日 - 家屋狭隘のため、本村字中組共有郷蔵を修理し教場をここに移す
- 1877年（明治10年）12月19日 - 通学生の便をはかり、久地村に家を借り教場として児童を教授する
- 1879年（明治12年）12月1日 - 中組共有郷蔵へ教室を移転し「毛木小学校」と改称
- 1886年（明治19年）4月1日 - 「燕毛小学教場」と改称
- 1887年（明治20年）4月1日 - 「毛木簡易科小学校」と改称
- 1887年（明治20年）10月1日 - 「毛木簡易小学校」と改称
- 1891年（明治24年）4月1日 - 日浦村において｢日浦尋常高等小学校｣新設のため、「日浦尋常高等小学校分校」となる
- 1892年（明治25年）5月25日 - 「毛木尋常小学校」独立
- 1909年（明治42年）5月3日 - 義務教育が六ヶ月に延長されたため、臨時措置として第五・六両学年児童を後山尋常小学校へ委託する
- 1911年（明治44年）4月1日 - 前年九月に校舎落成式を行い、この日より第五・六学年を収容する。
- 1911年（明治44年）4月12日 - 「日浦西尋常小学校」と改称
- 1916年（大正5年）7月1日 - 二学級を三学級に編成
- 1916年（大正5年）9月23日 - ｢日浦西農業補習学校｣を付設
- 1934年（昭和9年）11月12日 - 複式教育研究開催
- 1941年（昭和16年）4月1日 - 国民学校令により「日浦西国民学校」と改称
- 1947年（昭和22年）4月1日 - 学制改革により「日浦村立日浦西小学校」と改称
- 1955年（昭和30年）4月1日 - 「安佐町立日浦西小学校」と改称
- 1957年（昭和32年）4月10日 - 現在の校舎の竣工式
- 1957年（昭和32年）11月1日 - 完全給食開始
- 1966年（昭和41年）2月13日 - 校歌制定
- 1966年（昭和41年）3月15日 - 学校園完成
- 1971年（昭和46年）5月20日 - 「広島市立日浦西小学校」と改称
- 1973年（昭和48年）11月25日 - 日浦西小学校創立百周年記念式挙行
- 1976年（昭和51年）7月29日 - 簡易プール設立
- 1976年（昭和51年）11月9日 - 広島県へき地教育研究大会分科会場
- 1980年（昭和55年）3月8日 - 日浦西小学校校旗完成
- 1980年（昭和55年）9月12日 - 複式教育研究開催
- 1991年（平成3年）4月1日 - 広島市障害児教育研究推進校を受ける。
- 1991年（平成3年）9月27日 - 台風19号により屋根瓦、樋、渡り廊下屋根破損
- 1992年（平成4年）3月19日 - 第百回卒業証書授与式
- 1992年（平成4年）9月12日 - 第二土曜日休業始まる
- 1993年（平成5年）7月2日 - プールろ過装置設置
- 1994年（平成6年）10月21日 - 第34回広島県へき地小規模校教育研究大会分科会場
- 1994年（平成6年）12月15日 - 飼育舎完成。
- 1996年（平成8年）2月26日 - 校内放送プログラムシステム設置
- 1996年（平成8年）3月31日 - 新グランド完成
- 1997年（平成9年）3月31日 - 楽焼庫完成。
- 1998年（平成10年）3月31日 - 「日浦西小学校」用地取得
- 1999年（平成11年）4月1日 - 広島市社会福祉協議会福祉教育推進校（一年次）
- 2000年（平成12年）4月1日 - 広島市社会福祉協議会福祉教育推進校（二年次）
- 2000年（平成12年）9月2日 - 市水道施設完成
- 2001年（平成13年）4月1日 - 広島市社会福祉協議会福祉教育推進校（三年次）
- 2003年（平成15年）4月1日 - 学校評価・人事評価・自己申告開始
- 2008年（平成20年）3月23日 - 閉校式挙行
- 2008年（平成20年）3月31日 - 広島市立日浦小学校と統合し、閉校